# هاري مكدونالد
هاري مكدونالد (بالإنجليزية: Harry McDonald)‏ (11 سبتمبر 1926 بسالفورد في المملكة المتحدة - 2004) هو لاعب كرة قدم إنجليزي في مركز الدفاع. لعب مع إبسفليت يونايتد وكريستال بالاس ونادي كيترينغ تاون وأشتون يونايتد.